# 基斯·夏朗特
基斯·夏朗特（Chris Harold，1992年7月14日—），是一名澳洲職業足球員，司職前鋒，現時效力澳職球會珀斯光輝。他年輕時曾於新加坡和馬來西亞生活。